# 마쓰다이라 야스시게

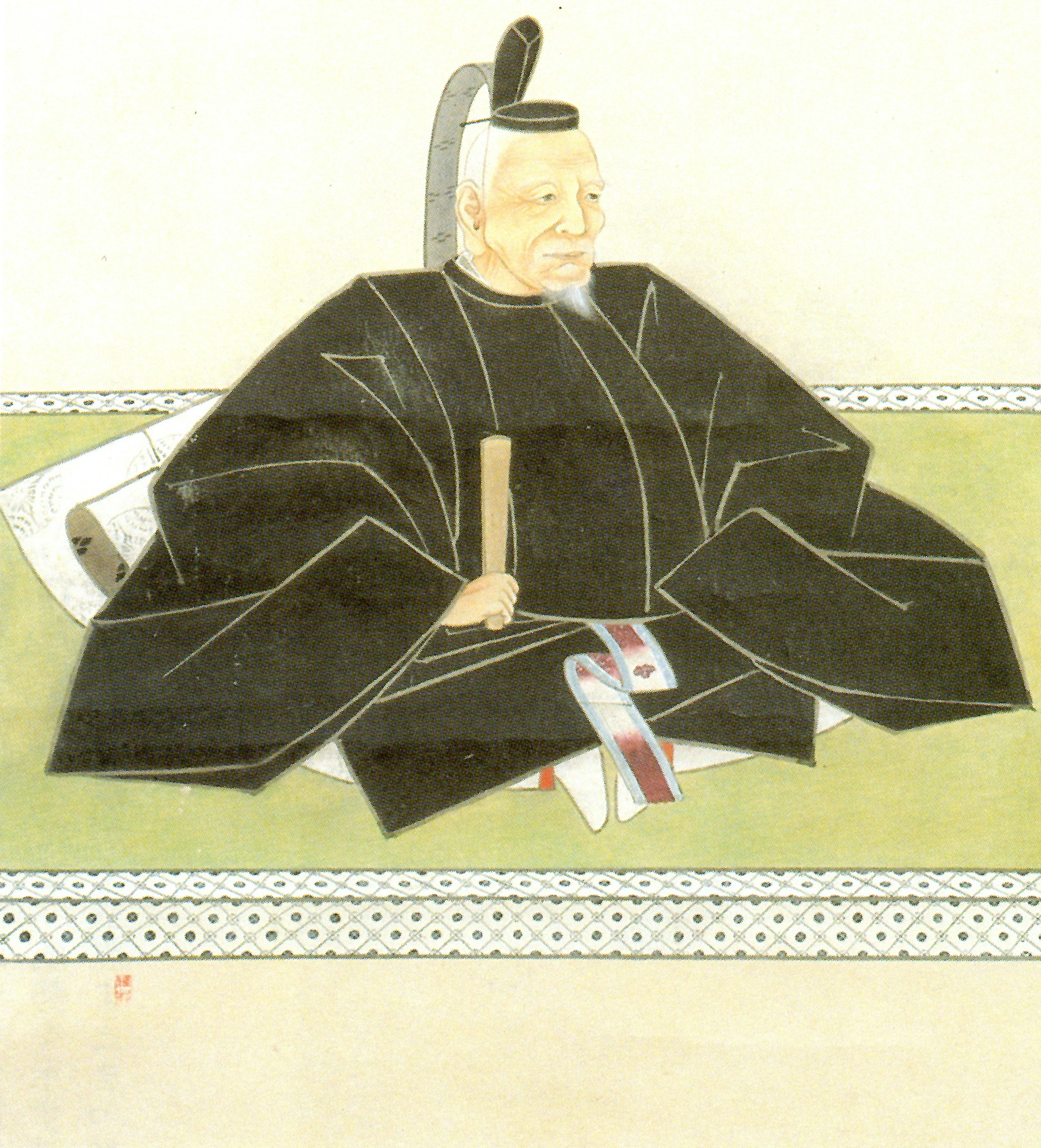
마쓰다이라 야스시게

마쓰다이라 야스시게(일본어: 松平康重)는 아즈치모모야마 시대부터 에도 시대 전기까지의 무장, 다이묘이다. 무사시 기사이 성주, 히타치 가사마번주, 단바 야카미 번주, 사사야마 번주, 이즈미 기시와다번 초대 번주. 마쓰이 마쓰다이라 가 시조.
1568년 스루가 산마이바시 성(三枚橋城)주 마쓰다이라 야스치카(松平康親)의 장남으로 태어났다.
|  | 기사이 성 성주 (마쓰이 마쓰다이라가) 1590년 ~ 1601년 | 후임 오쿠보 다다쓰네 |

|  | 가사마번 번주 (마쓰이 마쓰다이라가) 1601년 ~ 1608년 | 후임 오가사와라 요시쓰구 |

| 전임 막부령(마에다 시게카쓰) | 야카미 번 번주 (마쓰이 마쓰다이라가) 1608년 | 후임 폐번 |

|  | 사사야마 번 번주 (마쓰이 마쓰다이라가) 1608년 ~ 1619년 | 후임 마쓰다이라 노부요시 |

| 전임 고이데 요시히데 | 제1대 기시와다번 번주 (마쓰이 마쓰다이라가) 1608년 ~ 1640년 | 후임 마쓰다이라 야스테루 |